# 山本义隆
山本义隆（日语：／ Yamamoto yoshitaka */?，1941年12月12日—）是一位日本科学史家，自然哲学家，教育家。

## 生平
1941年出生于日本大阪府，1964年毕业于东京大学理学部物理学科。进入同校大学院继续专攻粒子物理学，也在京都大学基础物理学研究所工作。
1960年代参加反对越战学生运动，是全学共鬥会议代表，1969年東大安田講堂事件前被警方通缉而藏身地下。同年9月在日比谷参加大会时被逮捕。从東京拘置所释放后从事研究與翻译工作。

## 家庭
妻子是书籍装帧设计师山本美智代。

## 荣誉
- 2003年获得第57回每日出版文化奖。
- 2003年获得第30回大佛次郎奖。